# Arciprestazgo de Sanlúcar de Barrameda
El Arciprestazgo de Sanlúcar de Barrameda, es un arciprestazgo español que está bajo la jurisdicción del Obispado de Asidonia-Jerez y está compuesto por las siguientes parroquias:
| Población             | Parroquia                                                |
| --------------------- | -------------------------------------------------------- |
| Chipiona              | Iglesia de Nuestra Señora de la O                        |
| Sanlúcar de Barrameda | Iglesia de Nuestra Señora de los Ángales y San Sebastián |
| Sanlúcar de Barrameda | Iglesia de Nuestra Señora del Carmen                     |
| Sanlúcar de Barrameda | Iglesia de Nuestra Señora de la O                        |
| Sanlúcar de Barrameda | Iglesia de San Nicolás                                   |
| Sanlúcar de Barrameda | Iglesia de Santa Ángela de la Cruz y San Antonio Abad    |
| Sanlúcar de Barrameda | Iglesia de Santo Domingo                                 |
| Bonanza               | Iglesia de Nuestra Señora del Carmen                     |
| La Jara               | Iglesia de San Pedro                                     |
| Trebujena             | Iglesia de la Purísima Concepción                        |